# الضريح الروماني ذو الطابقين قصر جعفر
الضريح الروماني ذو الطابقين قصر جعفر هو معلم أثري تونسي مصنف من قبل المعهد الوطني للتراث يقع في ولاية سليانة في الشمال الغربي التونسي، تحديدا في مدينة قصر جعفر تم تصنيف المعلم في يوم 8 مايو 1895 .

## مقالات ذات صلة
- قائمة المعالم الأثرية المصنفة في تونس